# Хигасикуруме
Хигасикуруме (яп. 東久留米市 Хигасикурумэ-си) — город в Японии, находящийся в префектуре Токио. Площадь города составляет 12,92 км², население — 115 227 человек (1 октября 2020), плотность населения — 8918,50 чел./км².

## Географическое положение
Город расположен на острове Хонсю в префектуре Токио региона Канто. С ним граничат города Киёсе, Хигасимураяма, Кодайра, Ниситокё, Ниидза.

## Население
Население города составляет 115 227 человек (1 октября 2020), а плотность — 8918,50 чел./км². Изменение численности населения с 1980 по 2005 годы:
| 1980 | 106 556 чел. |  |
| 1985 | 110 079 чел. |  |
| 1990 | 113 818 чел. |  |
| 1995 | 111 097 чел. |  |
| 2000 | 113 302 чел. |  |
| 2005 | 115 330 чел. |  |

## Символика
Деревом города считается гинкго, цветком — рододендрон, птицей — голубая сорока.